# Habitatge al carrer de l'Església, 26 (Canet de Mar)
L'Habitatge al carrer de l'Església, 26 és un edifici de Canet de Mar (Maresme) protegit com a Bé Cultural d'Interès Local.

## Descripció
Es tracta d'una casa cantonera de planta i pis situada en un lloc amb pendent. La façana principal té una porta emmarcada amb pedra amb una inscripció de l'any 1787 i una gran finestra amb reixa de ferro. Al primer pis hi ha un balcó amb barana de ferro que sobresurt molt poc de la façana també emmarcat amb pedra. A la façana lateral hi ha dos balcons enrasats a la façana. La coberta és de teula i una part va ser convertida en terrat. La casa està emblanquinada.